# سیپونیمود
سیپونیمود (انگلیسی: Siponimod) یک تنظیم‌کنندهٔ گیرنده اسفنگوزین-۱-فسفات، و دارویی خوراکی برای کنترل بیماری ام‌اس است و به‌صورت تک‌دوز روزانه مصرف می‌شود. این دارو در ۲۶ مارس ۲۰۱۹ میلادی توسط سازمان غذا و داروی آمریکا برای درمان موارد عودکنندهٔ ام‌اس تأیید شد.

## مصارف پزشکی
این دارو برای «ام‌اس پیش‌روندهٔ ثانویه» (SPMS) مورد مطالعه واقع شد که نوعی از زوال پیش‌روندهٔ عصبی در بیماران ام‌اس، و مستقل از عودهای حاد این بیماری است. در فرم فعال ام‌اس پیش‌روندهٔ ثانویه، سیپونیمود احتمال معلولیت و ناتوانی و میزان عودهای بیماری را کاهش می‌دهد.

## عوارض جانبی
در کارآزمایی‌های بالینی، شاع‌ترین عارضهٔ جانبی سیپونیمود سردرد، فشار خون بالا و اختلالات آنزیم‌های عملکرد کبدی بود.